# Barbus haasi
El barbo colirrojo (Barbus haasi) es una especie de pez de la familia Cyprinidae, orden Cypriniformes.
Es un pez endémico de la península ibérica propio de los cursos medios de los arroyos y riachuelos donde las aguas son limpias y la corriente constante, pero con temperaturas más altas y contenidos de oxígeno no tan elevados para que viva la trucha. 
En estos arroyos, tributarios en muchas ocasiones, son los únicos peces que viven y los ejemplares son de dimensiones muy pequeñas. Son los peces más representativos de estas aguas de montaña media, con sustrato rocoso o pedregoso y con una cierta velocidad. 

## Hábitat
Sensible a la contaminación, tanto orgánica como industrial, parece que ha desaparecido de algunas localidades del Bergadá por problemas de contaminación relacionados con los lavaderos de carbón de Fígols.
Permanece aún en tramos de los grandes ríos, como el Llobregat y el Cardener, donde es pescado.

## Costumbres y alimentación
Es menos gregario que el barbo común y muestra más predilección por la materia animal, principalmente insectos bentónicos.

## Relación con otras especies
Su distribución se muestra complementaria de la del barbo común, coexistiendo en algunas regiones (Sant Ponc) y dominante en otros, como la vertiente derecha del Llobregat. 
En algunos puntos, como el curso medio de la riera de Merlès, ha desaparecido prácticamente desde la introducción del pez sol (Lepomis gibbosus), un depredador muy voraz, procedente del otro lado del Atlántico. En la cabecera, le ha afectado muy negativamente  la proliferación del piscardo (Phoxinus phoxinus). 
En el extremo norte  puede coexistir con la trucha común.